# Waltham Model 1857

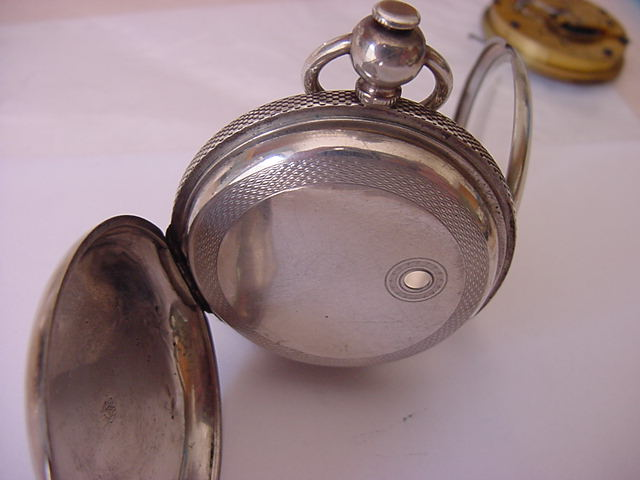
Dos du boîtier montrant les charnières Waltham modèle 57 de fabrication américaine

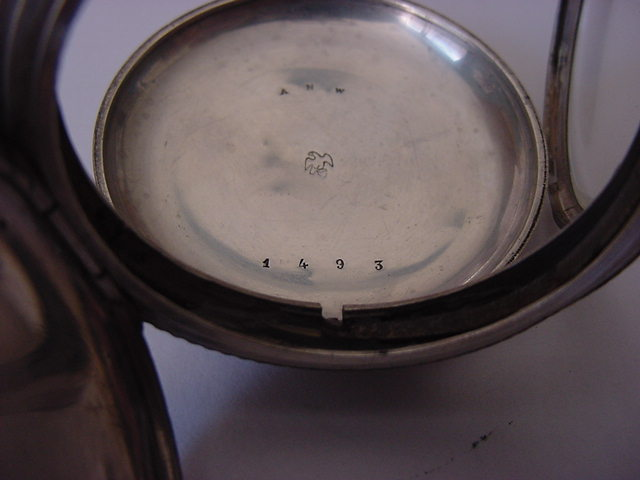
Boîtier de retour à l'intérieur de la photo avec la marque de fabrique de la montre Waltham modèle 57

La Waltham Model 1857 est une montre fabriquée par American Watch Company, qui s'appellera plus tard Waltham Watch Company à Waltham, dans le Massachusetts.
Le modèle 1857 a été fabriqué pour la première fois en 1857. Avant cette année-là, les montres de poche n'étaient pas constituées de pièces standard et leur réparation était difficile et coûteuse. L'American Watch Company a créé et commercialisé la première montre industrialisée à succès.
Avant 1857, la Boston Watch Company fabriquait et vendait environ 5 000 mouvements et 4 000 cas avant d’échouer financièrement. À l’époque, l’usine comptait environ 1 300 montres à divers stades de production, qui n’avaient pas encore été transformées en montres complètes. Au printemps de 1857, la Boston Watch Company ne disposait pas de suffisamment d’argent pour continuer à fonctionner et était contrainte à l’insolvabilité.
La plupart des montres de poche étaient fabriquées en Angleterre ou en France. Il s'agissait donc d'un test permettant aux fabricants américains de prendre et de produire des articles de meilleure qualité que les pays d'Europe, alors en pleine révolution industrielle. La plupart des montres de poche Modèle 57 étaient en argent, pur à 90%.

## Montre de poche Waltham du président Abraham Lincoln
Lors de l’hommage, à l’occasion du discours de Gettysburg, Abraham Lincoln a reçu une montre à vent William Ellery, modèle Waltham, modèle 1857, portant le numéro de série 67613 . Cette montre fait maintenant partie de la collection du Musée national d'histoire américaine de la Smithsonian Institution à Washington, DC,, .
Il y avait une rumeur de longue date selon laquelle la montre de poche d'Abraham Lincoln portait un message caché à l'intérieur du boîtier de la montre, inscrit sur le mouvement. Cela a été confirmé lorsque le Musée national d'histoire américaine a ouvert la boîte du boîtier le 10 mars 2009. L'inscription cachée se lisait comme suit: "Jonathan Dillon, 13 avril 1961, Fort Sumpter [sic] a été attaqué par les rebelles à la date susmentionnée. J Dillon, 13 avril 1961, grâce à Dieu, nous avons un gouvernement, Jonth Dillon." Il a été gravé par un réparateur de montres irlandais, Jonathan Dillon, travaillant chez Galt and Bro., Une bijouterie à Washington, DC, quand Abraham Lincoln a amené la montre pour un contrôle de service.

## Enroulement et réglage du modèle 57
La majorité des mouvements du modèle Waltham de 1857 sont à vent arrière et à clavier à l'avant. Une petite partie de la production totale de 1857 modèles de mouvements a été équipée d’un mécanisme à vent arrière de l’usine. Les mouvements les plus anciens en 1857 avec vent arrière ne comportaient aucun embrayage de marche arrière sur la tige de remontoir et ne comportaient aucun mécanisme de réglage; ces premiers mouvements nécessitaient l'utilisation d'une clé pour régler l'heure. Les mouvements ultérieurs par vent arrière ont été réglés avec un levier, avec une conception unique de levier qui pivotait du mouvement plutôt que de s’extraire. Plus tard, les mouvements de 1857 ont également ajouté un embrayage de marche arrière, une caractéristique omniprésente sur toutes les montres à vent arrière de Waltham. Tous les mouvements de 1857 ont une tige de remontoir située à 3h00,.
Certains mouvements de 1857 à vent arrière ont été équipés d’une vis qui pourrait être utilisée pour verrouiller le déclic de bobinage en position "off" afin de permettre au ressort de s’abaisser. Cette caractéristique peut être identifiée comme une petite tête de vis sur le pont de cylindre avec le mot "brevet" à côté.